# Zoológico de Al Ain
El Zoológico de Al Ain (en árabe: حديقة حيوانات العين ) es un zoológico de 400 hectáreas (990 acres) ubicado en las estribaciones de las montañas de Jebel Hafeet en Al Ain, Emiratos Árabes Unidos. Contiene principalmente antílopes árabes oryx, gacelas, jirafas, macacos, leopardos, jaguares, rinocerontes y especies como el antílope Lechwe que se puede encontrar en los potreros con árboles y sombras que ofrecen excelentes condiciones de cría.
El zoológico de Al Ain acoge además al león blanco que está casi extinto (menos de 200 permanecen en el mundo).